# José Manuel de Herrera
José Manuel de Herrera (Huamantla, Tlaxcala, 27 de marzo de 1776 - Puebla, 17 de septiembre de 1831) fue un sacerdote católico, escritor, político y catedrático novohispano. Se unió a los insurgentes durante la guerra de la Independencia de México. Dirigió el periódico Correo Americano del Sur.

## Semblanza biográfica
Realizó sus estudios en el Colegio Carolino de Puebla, en donde obtuvo la licenciatura y un doctorado. Fue cura de Santa Ana Acatlán y de Huamuxtitlán. Se desempeñó como capellán del ejército realista comandado por Mateo Musitu en Chiautla de la Sal. A finales de 1811, cuando José María Morelos tomó la plaza, fue aprehendido junto con el resto de los soldados realistas. Sin embargo decidió pasarse al bando de los insurgentes siendo nombrado vicario castrense.
Tras la toma de Oaxaca en 1812, dio una misa solemne en la Catedral de Oaxaca para celebrar la ocasión. Dos meses más tarde, Morelos le encargó fundar y dirigir el periódico Correo Americano del Sur, en esta publicación colaboró con Carlos María de Bustamante. En septiembre de 1813, fue diputado del Congreso de Chilpancingo en representación de la provincia Técpan. Colaboró en la redacción del Decreto Constitucional para la Libertad de la América Mexicana, fue firmante del mismo, así como del Acta Solemne de la Declaración de Independencia de la América Septentrional.
En 1815, Morelos lo nombró plenipotenciario para negociar con el gobierno de Estados Unidos en Washington D. C. el suministro de armas y municiones. Para este viaje, Morelos le encargó la custodia de su hijo Juan Nepomuceno Almonte, sin embargo solamente lograron llegar hasta Nueva Orleans. Tras la muerte de Morelos, Herrera regresó a Puebla, en donde se acogió al indulto ofrecido por el virrey Juan Ruiz de Apodaca.
Por instrucciones del obispo Antonio Joaquín Pérez, impartió cátedra de Filosofía en su alma máter. En 1821, tras haberse consumado la Independencia de México, Agustín de Iturbide lo nombró ministro de Relaciones Exteriores e Interiores del Primer Imperio Mexicano. Durante el gobierno de Vicente Guerrero fue designado ministro de Justicia y Negocios Eclesiásticos.